# Polygala exserta
Polygala exserta är en jungfrulinsväxtart som beskrevs av Joseph Blake. Polygala exserta ingår i släktet jungfrulinssläktet, och familjen jungfrulinsväxter. Inga underarter finns listade i Catalogue of Life.